# Ożehiwka
Ożehiwka (ukr. Ожегівка) – wieś na Ukrainie, w obwodzie kijowskim, w rejonie białocerkiewskim, w hromadzie Wołodarka. W 2001 liczyła 447 mieszkańców, spośród których 434  wskazało jako ojczysty język ukraiński, a 13 rosyjski, a 1 białoruski.